# 120-та окрема бригада територіальної оборони (Україна)
120 окрема бригада Сил територіальної оборони ЗСУ (120 ОБрТрО, в/ч А7048) — кадроване формування Сил територіальної оборони Збройних сил України у Вінницькій області. Бригада перебуває у складі Регіонального управління «Південь». Входить до складу 12-го армійського корпусу.

## Історія
У червні 2018 року в окремій бригаді територіальної оборони, формування якої тривало у Вінницький області, відбулися навчальні збори з однією зі стрілецьких рот окремого батальйону бригади.
5–11 грудня тривали навчальні збори з підрозділами бригади тероборони.
На початку серпня 2019 року відбулися командно-штабні навчання офіцерів запасу 120-ї бригади на Вінниччині. Військовозобов'язані з Вінниці та Вінницького району протягом тижня відпрацьовували теоретичні й практичні завдання.

### Російське вторгнення 2022 року
14 жовтня 2022 року бригада з рук Президента України Володимира Зеленського отримала бойовий прапор.
У грудні 2022 року брали участь у прикритті ділянок державного кордону із Республікою Білорусь.
Із 23 вересня 2024 по 22 жовтня 2024 року 210-й батальйон перебував на бойових позиціях у селищі Гірник Донецької області де проходила лінія зіткнення .

## Структура
- Управління (штаб) 120-ї ОБрТрО (м. Вінниця)
- 168-й батальйон територіальної оборони (Ладижин)[8]
- 169-й окремий батальйон територіальної оборони (м. Тульчин)
- 170-й окремий батальйон територіальної оборони (м. Жмеринка)[9]
- 4-й батальйон територіальної оборони (м. Вінниця)[10]
- 172-й окремий батальйон територіальної оборони (м. Могилів-Подільський)
- 173-й батальйон територіальної оборони (Козятин)[11]
- рота матеріально-технічного забезпечення
- інженерно-саперна рота
- вузол зв'язку
- зенітний взвод

## Командування
- (2018—2019) полковник Куценко Валерій Олегович[12]
- (2019—2024) полковник Парадюк Юрій Борисович[13]
- (2024—2025) полковник Катинський Володимир Миколайович[14][15]
- (2025—т.ч.) полковник Бізонич Дмитро Володимирович

## Втрати
- 26 лютого 2024 - Бабшинський Олег Андрійович («Одесит»), 30.09.1973 р.н. Під час виконання бойового завдання в місті Бахмут Донецької області отримав важке поранення. Помер після тривалого лікування[16].
- 7 травня 2024 — Снігур Ілля («Безмежний»), солдат.[17]
- 14 травня 2024 — Попік Артем. 36 років, м. Костянтинівка. 90-й батальйон. Загинув на Харківщині [18].
- 26 липня 2024  - поблизу села Новосадове Донецької області загинув солдат Віктор Нанизнюк[19].
- 5 жовтня 2024 — Косаковський Олександр Васильович, солдат, номер обслуги мінометного взводу мінометної батареї. Загинув поблизу міста Вовчанськ Чугуївського району Харківської області.[20]
- 19 липня 2025 - Володимир Гусак. Мобілізований 28 вересня 2023 року. Загинув на Донецькому напрямку[21].
- 21 липня 2025 - Молодший сержант Маснюк Олег Олексійович із позивним "Леший". Розвідник 1-го зенітного артилерійського відділення роти вогневої підтримки 171 окремого батальйону. Загинув під час виконання бойового завдання поблизу Новомихайлівки Краматорського району Донецької області[22].
- 27 липня 2025 - Петро Худик (1989 року народження). Загинув поблизу села Бойківки Покровського району Донецької області[23].
- 27 липня 2025 - Олександр Філоненко, 14.01.1982, Вінниця. Помер[24].